# Liste d'enclaves et d'exclaves
Cette liste recense les enclaves et exclaves des pays du monde.
En géographie politique, une enclave est un territoire totalement entouré par un pays étranger ; une exclave est un territoire qui n'est pas contigu au reste du pays auquel il est politiquement rattaché. Il peut donc exister des exclaves qui ne sont pas des enclaves (exemple : Oblast de Kaliningrad qui n'est pas totalement entourée par un seul pays puisqu'il y a plusieurs frontières terrestres), des exclaves qui sont aussi des enclaves (exemple : Sastavci qui est une partie de la Bosnie totalement entourée par la Serbie) et également des enclaves qui ne sont pas des exclaves (exemple : Lesotho qui est un pays en tant que tel et n'est donc pas une exclave mais est totalement entourée par l'Afrique du Sud).

## Niveau international

### Pays enclavés dans un autre
Les trois pays suivants sont enclavés à l'intérieur d'un autre :
- Lesotho (enclavé dans l'Afrique du Sud) ;
- Saint-Marin (enclavé en Italie) ;
- Vatican (enclavé en Italie).

Certains pays sont souvent considérés comme étant enclavés bien que cela soit erroné du point de vue de la définition géographique du terme "enclave". On peut par exemple citer les trois pays suivants (qui ne sont pas enclavés, c'est-à-dire totalement entourés par un autre pays car ils possèdent une frontière maritime leur autorisant un accès aux eaux internationales) :
- Brunei (constitué de deux parties, toutes deux enclavées côté terre dans la Malaisie, et plus précisément dans le Sarawak, un État fédéré malaisien) ;
- Gambie (enclavé côté terre dans le Sénégal) ;
- Monaco (enclavé côté terre en France[1]).

### Enclaves

#### Frontières nationales
Allemagne

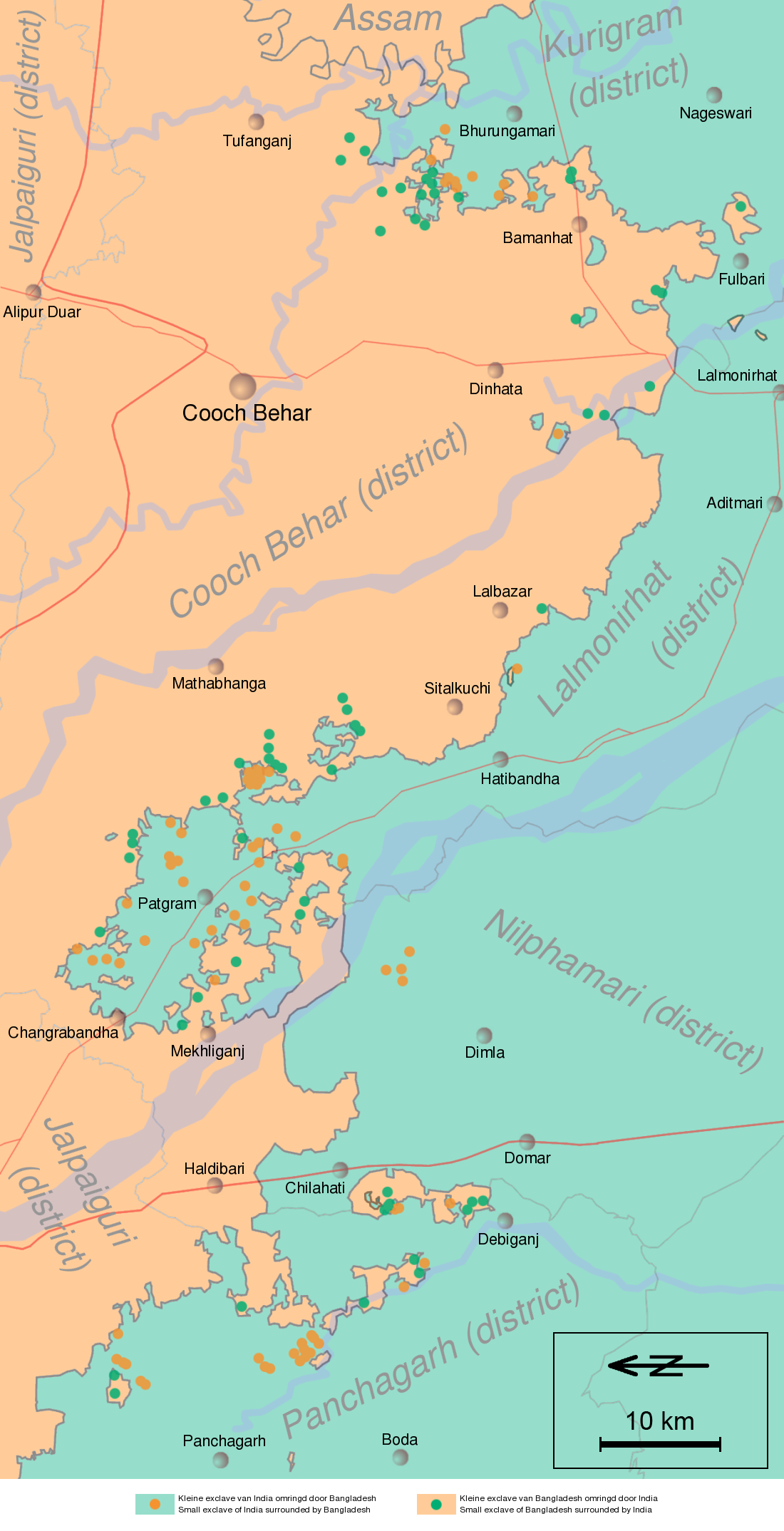
Carte de la frontière au niveau des enclaves entre l'Inde et le Bangladesh (le nord est orienté à gauche.)

- Büsingen am Hochrhein, enclave dans le canton suisse de Schaffhouse.
- Enclaves en Belgique à l'Ouest du Vennbahn : Münsterbildchen, Roetgener Wald, Rückschlag, Mützenich et Ruitzhof.

 Argentine
- Île d'Apipé, île fluviale du Paraná enclavée dans le Paraguay.
- Isla Entre Ríos (es), île fluviale du Paraná enclavée dans le Paraguay.
- Martín García, île enclavée dans les eaux territoriales de l'Uruguay à l'embouchure du río de la Plata.

 Arménie
- Artsvashen, enclave en Azerbaïdjan (occupée par celui-ci depuis 1992).

 Australie
- Parmi les îles du Détroit de Torrès, les îles Anchor Cay, Aubusi, Black Rocks, Boigu, Bramble Cay, Dauan, Deliverance, East Cay, Kaumag, Kerr, Moimi, Saibai, Turnagain et Turu Cay, ainsi que leurs eaux territoriales, sont enclavées dans la zone maritime de Papouasie-Nouvelle-Guinée en vertu d'un traité signé en 1985. Les eaux territoriales de chaque île ne s'étendent pas au-delà de trois milles nautiques. L'île de Nouvelle-Guinée n'est qu'à 6 km de Boigu.

 Autriche
- Jungholz, quasi-enclave en Allemagne, reliée au reste de l'Autriche par un unique point, le sommet du Sorgschrofen.

 Azerbaïdjan
- Barkhudarli, enclave en Arménie (occupée par celle-ci depuis 1989).
- Karki, enclave en Arménie (occupée par celle-ci depuis 1989).
- Ashagi Askipara, enclave en Arménie (occupée par celle-ci depuis 1989).
- Yaradullu (en), village possédant deux enclaves en Arménie (occupées par celle-ci depuis 1989).
- Yukhari Askipara, enclave en Arménie (occupée par celle-ci depuis 1989).

 Bangladesh
- Dahagram-Angarpota, enclave en Inde. Avant 2015, l'Inde et le Bangladesh comptaient environ 200 enclaves dans la région du Cooch Behar, certaines étant elles-mêmes enclavées à l'intérieur d'autres enclaves ; un échange de territoire les a fait disparaitre, à l'exception de la plus grande, Dahagram-Angarpota.

 Belgique
- Baerle-Duc, plusieurs enclaves dans le village néerlandais de Baerle-Nassau. À deux, ils forment la ville de Baerle.

 Bosnie-Herzégovine
- Sastavci, enclave bosniaque en Serbie.

 Colombie
- Bancs de Quitasueño (en) et Serrana, entièrement entourés par la zone économique exclusive du Nicaragua à la suite d'une décision de la Cour internationale de justice en 2012 (les zones économiques exclusives ne sont pas des zones de souveraineté totale d'un pays, mais il y conserve toutefois certains droits souverains).

 Croatie
- Brezovica Žumberačka, village croate comportant deux enclaves en Slovénie

 Chypre
- Centrale électrique de Dhekelia, composée de deux enclaves chypriotes dans le territoire britannique de Dekhelia.
- Ormídia et Xylotýmvou, enclaves chypriotes dans le territoire britannique de Dekhelia.

 Émirats arabes unis
- Nahwa, enclave dans l'enclave omanie de Madha.

 Espagne
- Llívia, enclave en France.
- Melilla, exclave au Maroc (la zone économique exclusive espagnole autour de Melilla est enclavée dans celle du Maroc[2]).

 France
- Saint-Pierre-et-Miquelon, archipel enclavé dans les eaux territoriales du Canada.
- L'île des faisans, enclave française en Espagne du 1er août au 31 janvier.

 Italie
- Campione d'Italia, enclave dans le canton suisse du Tessin.

 Kirghizistan
- Barak, enclave en Ouzbékistan.

 Malawi
- Chizumulu et Likoma, îles du lac Malawi enclavées dans les eaux territoriales du Mozambique.

 Oman
- Madha, enclave dans les Émirats arabes unis.

 Ouzbékistan
- Chakhimardan, enclave au Kirghizistan.
- Jani-Ayil (ce), enclave au Kirghizistan.
- Qalacha (ce), enclave au Kirghizistan.
- Sokh, enclave au Kirghizistan.

 Pays-Bas
- Baerle-Nassau, plusieurs enclaves à l'intérieur des enclaves belge de Baerle-Duc. À deux, ils forment la ville de Baerle.

 Russie
- Sankovo-Medvejie, enclave composée de deux villages en Biélorussie.

 Tadjikistan
- Kayragach (en), village possédant une enclave au Kirghizistan.
- Sarvan, enclave en Ouzbékistan.
- Vorukh, enclave au Kirghizistan.

 Uruguay
- Isla Filomena Grande, îles du rio Uruguay enclavées en Argentine.

#### Frontières maritimes
Les régions suivantes sont intégralement entourées de zones de haute mer :
 Afrique du Sud
- Archipel du Prince-Édouard

 Australie
- Îles Cocos

 Brésil
- Trindade et Martim Vaz

 Chili
- Îles Desventuradas
- Île de Pâques et île Sala y Gómez

 États-Unis
- Hawaï
- Atoll Johnston

 France
- Îles Amsterdam et Saint-Paul
- Îles Crozet
- Île de Clipperton

 Japon
- Île Minamitori

 Norvège
- Île Bouvet

 Portugal
- Açores

 Royaume-Uni
- Île de l'Ascension
- Bermudes
- Géorgie du Sud et îles Sandwich du Sud
- Sainte-Hélène
- Tristan da Cunha

Haute merles zones de haute mer suivantes sont intégralement entourées par la zone économique exclusive d'un pays (une ZEE n'est toutefois pas une zone de souveraineté nationale, mais plutôt une région sur laquelle certains droits souverains s'appliquent) :
- Enclave dans la ZEE japonaise, entre Honshū, Shikoku, l'archipel d'Ogasawara, Okinotorishima et Okinawa.
- Enclave dans la ZEE néo-zélandaise, entre les îles Chatham, l'île du Nord et les îles Bounty.
- Enclave dans la ZEE néo-zélandaise, entre l'île Campbell, l'île du Sud et les îles des Antipodes.
- Une dernière zone dans la mer d'Okhotsk était entièrement entourée par la ZEE de la Russie. À la suite de désaccords internationaux liés à la surpêche dans cette zone, les Nations unies ont approuvé une extension du plateau continental russe au niveau de l'enclave en 2014.

### Exclaves n'étant pas des enclaves

#### Frontières terrestres
Les exclaves suivantes possèdent au moins une frontière terrestre avec un autre territoire.
 Angola :
- Cabinda, province exclavée entre l'océan Atlantique, la République du Congo et la République démocratique du Congo. Accessible toutefois par la ZEE angolaise.

 Azerbaïdjan :
- Nakhitchevan, république autonome exclavée entre l'Arménie, l'Iran et la Turquie.

 Croatie :
- Comitat de Dubrovnik-Neretva, territoire exclavé entre la Bosnie-Herzégovine et le Monténégro. Accessible toutefois par la ZEE croate.

 Espagne : Plazas de soberanía, exclaves au Maroc (qui les revendique) : Ceuta (accessible par la ZEE espagnole), îles Alhucemas, Peñón de Vélez de la Gomera, îles Zaffarines.
 États-Unis :
- Alaska, État fédéré exclavé entre le Nord du Canada et la mer de Béring. Accessible par la haute mer.
- Angle nord-ouest du Minnesota, territoire du Minnesota exclavé entre le Canada et le lac des Bois. Accessible par les eaux américaines du lac.
- Elm Point, territoire américain exclavé en territoire canadien. Accessible par les eaux américaines du lac.
- Point Roberts, exclave américaine dans le Canada (Colombie-Britannique). Accessible par les eaux territoriales américaines.

 France :
- Guyane, département français exclavé entre le Brésil et le Suriname. Accessible par la haute mer.
- Saint-Martin et Saint-Barthélemy, exclave frontalière de Saint-Martin, également limitrophe des ZEE d'Anguilla, d'Antigua-et-Barbuda et de Saint-Christophe-et-Niévès.

 Oman :
- Musandam, exclave entre le Détroit d'Ormuz et les Émirats arabes unis.

 Pays-Bas :
- Saint-Martin, Saint-Eustache et Saba, exclave frontalière de Saint-Martin, également limitrophe des ZEE de Saint-Christophe-et-Niévès, du Venezuela, des îles Vierges des États-Unis et d'Anguilla.

 Royaume-Uni :
- Akrotiri et Dhekelia, deux bases militaires britannique sur l'île de Chypre.
- Gibraltar, exclave britannique entre l'Espagne et la mer Méditerranée (revendiqué par l'Espagne depuis 1713).

 Timor oriental
- Oecusse, territoire est-timorais exclavé entre l'Indonésie et la mer de Savu.

 Russie :
- Oblast de Kaliningrad, territoire russe exclavé entre la Pologne et la Lituanie depuis la dislocation de l'URSS (1991).

#### Frontières maritimes
Les exclaves suivantes sont des territoires nécessitant de traverser la haute mer ou la zone économique exclusive (ZEE) d'un autre pays pour être rejoints depuis le territoire métropolitain. Les ZEE ne sont pas des zones de souveraineté pleine, mais plutôt de droits souverains et de juridiction fonctionnelle.
 Australie :
- Île Christmas, exclave entre la haute mer et la ZEE d'Indonésie
- Îles Heard-et-MacDonald, exclave entre la haute mer et la ZEE des îles Kerguelen
- Île Macquarie, exclave entre la haute mer et la ZEE de Nouvelle-Zélande
- Île Norfolk, exclave entre la haute mer et les ZEE de Nouvelle-Zélande et Nouvelle-Calédonie

 Danemark :
- Groenland, exclave entre la haute mer et les ZEE du Canada, d'Islande, de Jan Mayen et de Norvège
- Îles Féroé, exclave entre la haute mer et les ZEE d'Islande, Norvège et Royaume-Uni
- Bornholm, exclave entre les ZEE d'Allemagne, Pologne et Suède

 Équateur :
- Îles Galápagos, exclave entre la haute mer et la ZEE du Costa Rica

 Espagne :
- Îles Canaries, exclave entre la haute mer et les ZEE de Madère et Maroc

 États-Unis :
- Îles Howland et Baker, exclave entre la haute mer et la ZEE des Kiribati
- Île Jarvis, exclave entre la haute mer et la ZEE des Kiribati
- Îles Mariannes du Nord et Guam, exclave entre la haute mer et les ZEE du Japon et des États fédérés de Micronésie
- Île de la Navasse, exclave entre les ZEE de la Jamaïque et Haïti
- Atoll Palmyra, exclave entre la haute mer et la ZEE des Kiribati
- Porto Rico et îles Vierges des États-Unis, exclave entre la haute mer et les ZEE de la République dominicaine, Venezuela, Saba et îles Vierges britanniques
- Samoa américaines, exclave entre les ZEE des Samoa, des Tokelau, des îles Cook, des Tonga et de Niue
- Wake, exclave entre la haute mer et la ZEE des îles Marshall

 France :
- Bassas da India, exclave entre les ZEE de Madagascar, de Mozambique, de Juan de Nova et de l'île Europa
- Île Europa, exclave entre la haute mer et les ZEE de Madagascar, de Mozambique et de Bassas da India
- Îles Glorieuses, exclave entre les ZEE des Comores, de Mayotte, des Seychelles et de Madagascar
- Guadeloupe, exclave entre la haute mer et les ZEE d'Antigua-et-Barbuda, Venezuela, Martinique, Montserrat et Dominique
- Île Juan de Nova, exclave entre les ZEE de Madagascar, de Mozambique et de Bassas da India
- Îles Kerguelen, exclave entre la haute mer et la ZEE des îles Heard-et-MacDonald
- Martinique, exclave entre la haute mer et les ZEE de Venezuela, Guadeloupe, Dominique, Sainte-Lucie et Barbade
- Mayotte, exclave entre les ZEE des Comores, des îles Glorieuses et de Madagascar
- Nouvelle-Calédonie, exclave entre la haute mer et les ZEE de Nouvelle-Zélande, de l'île Norfolk, d'Australie, des Salomon, du Vanuatu et des Fidji
- Polynésie française, exclave entre la haute mer et les ZEE des îles Pitcairn, des îles Cook et des Kiribati
- Réunion, exclave entre la haute mer et les ZEE de l'île Tromelin, de Madagascar et de Maurice
- île Tromelin, exclave entre la haute mer et les ZEE de La Réunion, de Madagascar et de Maurice
- Wallis-et-Futuna, exclave entre la haute mer et les ZEE des Samoa, des Tokelau, des Tuvalu, des Fidji et des Tonga.

 Guinée équatoriale :
- Annobón, exclave entre la haute mer et les ZEE du Gabon et de Sao Tomé-et-Principe.

 Inde :
- Îles Andaman-et-Nicobar, exclave entre la haute mer et les ZEE de Birmanie, Indonésie et Thaïlande

 Kiribati :
- Îles de la Ligne, exclave entre la haute mer et les ZEE de Polynésie française, des îles Cook, de l'île Jarvis et de l'atoll Palmyra.

 Norvège :
- Jan Mayen, exclave entre la haute mer et les ZEE du Groenland, d'Islande et des îles Féroé.

 Pays-Bas :
- Aruba, Bonaire et Curaçao, exclave entre les ZEE de République dominicaine et de Venezuela
- Saint-Martin, Saint-Eustache et Saba, exclave entre les ZEE

 Portugal :
- Madère, exclave entre la haute mer et les ZEE des îles Canaries et du Maroc

 Royaume-Uni :
- Anguilla, exclave entre la haute mer et les ZEE de Saint-Martin et Saint-Barthélemy, des îles Vierges britanniques, d'Antigua-et-Barbuda et de Saba
- Îles Caïmans, exclave entre les ZEE de Cuba, Honduras et Jamaïque
- Îles Malouines, exclave entre la haute mer et la ZEE d'Argentine
- Montserrat, exclave entre les ZEE de Saint-Christophe-et-Niévès, Venezuela, Antigua-et-Barbuda et Guadeloupe
- Territoire britannique de l'océan Indien, exclave entre la haute mer et la ZEE des Maldives
- Îles Turks-et-Caïcos, exclave entre la haute mer et les ZEE des Bahamas, Haïti et la République dominicaine
- Îles Vierges britanniques, exclave entre la haute mer et les ZEE d'Anguilla et des îles Vierges des États-Unis

Haute mer : en 2016, 14 zones des océans sont constituées de régions de haute mer entourées par les ZEE de divers pays. 3 de ces zones sont également des enclaves, les 11 autres sont des exclaves formées par les ZEE des pays suivants :
- Russie et États-Unis (Alaska)
- Norvège (dont Svalbard), îles Féroé, Groenland, île Jan Mayen et Islande
- Mexique, États-Unis et Cuba
- Mexique et États-Unis
- Maurice (Agaléga), île Tromelin (France), Madagascar et Seychelles (atoll Farquhar)
- Polynésie française, îles Cook et Kiribati
- Vanuatu, Salomon et Fidji
- Palaos, États fédérés de Micronésie, Indonésie et Papouasie-Nouvelle-Guinée
- Japon, Palaos, Philippines, îles Mariannes du Nord et États fédérés de Micronésie
- Nauru, Tuvalu, États fédérés de Micronésie, îles Mariannes du Nord, Papouasie-Nouvelle-Guinée, Fidji, Kiribati et Salomon
- En mer de Chine méridionale, les ZEE de Taïwan (îles Pratas), des Philippines, des îles Spratleys et des îles Paracels entourent une zone de haute mer. La souveraineté sur les îles Paracels et Spratleys est fortement contestée.

## Niveau interne

### Capitales
La liste suivante recense les capitales d'État possédant un statut propre (district fédéral, autonomie, etc.) et enclavées dans une autre entité administrative (par exemple, Paris étant entouré par la Seine-Saint-Denis, les Hauts-de-Seine et le Val-de-Marne, elle n'est pas comprise dans cette liste). Elle mentionne entre parenthèses l'entité dans laquelle la capitale est enclavée.
- Allemagne : Berlin (Brandebourg) ;
- Angola : Luanda (Bengo) ;
- Argentine : Buenos Aires (province de Buenos Aires) ;
- Australie : territoire de la capitale australienne (Nouvelle-Galles du Sud) ;
- Autriche : Vienne (Basse-Autriche) ;
- Belgique : région de Bruxelles-Capitale (Brabant flamand, Région flamande) ;
- Biélorussie : Minsk (voblast de Minsk) ;
- Brésil : Brasilia (Goiás) ;
- Burundi : province de Bujumbura Mairie (province de Bujumbura rural) ;
- Cuba : La Havane (province de La Havane) ;
- Djibouti : Djibouti (région d'Arta) ;
- Éthiopie : Addis-Abeba (Oromia) ;
- Gambie : Banjul (Greater Banjul Division) ;
- Guinée : Conakry (région de Kindia) ;
- Kirghizistan : Bichkek (Chuy) ;
- Lettonie : Riga (rajon de Riga) ;
- Liban : Beyrouth (gouvernorat du Mont-Liban) ;
- Malaisie : Kuala Lumpur et Putrajaya (Selangor) ;
- Mali : Bamako (Région de Koulikoro et Cercle de Kati) ;
- Mauritanie : Nouakchott (Trarza) ;
- Mongolie : Oulan-Bator (Töv) ;
- Mozambique : Maputo (province de Maputo) ;
- Ouzbékistan : Tachkent (province de Tachkent) ;
- Papouasie-Nouvelle-Guinée : région de Port Moresby (Central Province) ;
- République du Congo : Brazzaville (Pool) ;
- République dominicaine : Saint-Domingue (province de Santo Domingo) ;
- République tchèque : Prague (Bohême-Centrale) ;
- Sénégal : région de Dakar (Thiès) ;
- Slovaquie : région de Bratislava (région de Trnava) ;
- Syrie : Damas (Rif Dimashq) ;
- Taïwan : Taipei (New Taipei) ;
- Tchad : N'Djamena (Chari-Baguirmi) ;
- Ukraine : Kiev (oblast de Kiev) ;
- Zimbabwe : Harare (Mashonaland Oriental) ;

### Enclaves administratives intérieures
Allemagne :
- Le Land de Brême (y compris l'exclave de Bremerhaven) est enclavé dans le land de Basse-Saxe.

 Autriche :
- Le district de Lienz est séparé du reste du Land de Tyrol par le Land de Salzbourg et le territoire italien.

 Belgique :
- La commune de Comines-Warneton est isolée de la Province de Hainaut dont elle dépend, par la Province de Flandre-Occidentale et le territoire français.
- La commune de Fourons est isolée de la Province de Limbourg dont elle dépend, par la Province de Liège et le territoire néerlandais.

 Espagne :
- Comté de Treviño, comarque de la communauté autonome de Castille-et-León, province de Burgos, enclavé dans le territoire d'Alava.
- Orduña, commune de la Biscaye, enclavée entre la province de Burgos et celle d'Alava.
- Petilla de Aragón, commune de la Navarre, enclavée dans la Province de Saragosse (Aragon).
- Rincón de Ademuz, territoire de la province de Valence, exclavé entre la province de Teruel (Aragon) et celle de Cuenca (Castille-La Manche).
- Valle de Villaverde, territoire de la Cantabrie, enclavé en Biscaye dans la Communauté autonome du Pays basque.

 États-Unis :
 France :
 Royaume-Uni (tous historiques) :
- Furness, historiquement territoire du comté anglais du Lancashire, exclavé entre le comté du Cumberland, celle du Westmorland, et de la baie de Morecambe.
- Maelor Saesneg (Maelor anglais), historiquement territoire du comté gallois du Flintshire, exclavé entre le comté du Denbighshire (Pays de Galles) et celles du Cheshire et du Shropshire (Angleterre).
- Dudley fut historiquement une commune du comté anglais du Worcestershire enclavée dans celle du Staffordshire.

 Suisse :

## Note
1. ↑  Voir : Frontière entre la France et Monaco.
2. ↑  « Marine Regions · Moroccan Exclusive Economic Zone (EEZ) », sur marineregions.org (consulté le 11 mai 2023).